# Kilómetro Treinta
Kilómetro Treinta är en ort i Mexiko.   Den ligger i kommunen Cuauhtémoc och delstaten Chihuahua, i den nordvästra delen av landet, 1 300 km nordväst om huvudstaden Mexico City. Kilómetro Treinta ligger 2 000 meter över havet och antalet invånare är 162.
Terrängen runt Kilómetro Treinta är platt åt sydväst, men åt nordost är den kuperad. Runt Kilómetro Treinta är det ganska glesbefolkat, med 43 invånare per kvadratkilometer. Närmaste större samhälle är Colonia Margarita Maza de Juárez, 9,3 km norr om Kilómetro Treinta. Trakten runt Kilómetro Treinta består till största delen av jordbruksmark.